# 建昌鸟属
建昌鸟属（学名：Jianchangornis）是一种生存于白垩纪早期的原始今鸟类。2009年首次发现于辽宁西部建昌县境内的早白垩世九佛堂组，以发现地命名。模式种为小齿建昌鸟。